# Doriskos
Doriskos  este un oraș din Grecia, în Prefectura Evros.